# Demian Caraseni
Demian Caraseni (în găgăuză Demian Karaseni, în rusă Демьян Николаевич Карасени; n. 20 iunie 1966, satul Congaz, raionul Comrat) este un om politic găgăuz din Republica Moldova, deputat în Parlamentul Republicii Moldova din partea Partidului Democrat din Moldova (PDM), fost vicepreședinte al Adunării Populare din UTA Gagauz-Yeri (din 2008).

## Activitatea politică
Demian Caraseni s-a născut la data de 20 iunie 1966, în satul Congaz din raionul Comrat. A absolvit Institutul Pedagogic din Chișinău și apoi Academia de Administrație Publică de pe lângă președintele Republicii Moldova. A practicat luptele libere, obținând titlul de antrenor emerit al Republicii Moldova.
Și-a efectuat stagiul militar obligatoriu în Armata Sovietică. Începând din anul 1990 a lucrat ca antrenor de juniori la lupte libere în orașul Comrat și profesor de sport la Școala nr. 1 din satul Congaz. În anul 1999 este ales ca deputat în Adunarea Populară a UTA Găgăuzia. A îndeplinit apoi funcția de director executiv al companiei Trans-Oil (2002-2003).
În mai 2003, Demian Caraseni a fost ales ca primar al satului Congaz, fiind reales în această funcție în iunie 2007. În octombrie 2003 este ales ca președinte al Asociației Primarilor și președinte al Consiliului UTA Gagauz-Yeri. Este membru în Consiliul Ministerial de control public al Republicii Moldova, precum și reprezentant al Republicii Moldova la Congresul Internațional al Consiliilor locale și regionale din Europa (cu sediul la Strasburg).
La alegerile din 16 martie 2008, Demian Caraseni a candidat din partea Partidului Comuniștilor pentru scaunul de deputat în cadrul Adunării Populare din UTA Găgăuzia, în circumscripția Congaz, obținând 854 voturi în primul tur (adică 36.36%), față de principalul contracandidat, independentul Constantin Telpiz, care a obținut 943 voturi (adică 40.14%). În al doilea tur de scrutin din 30 martie 2008, el a strâns 1.298 voturi (52.25%), în timp ce pentru Telpiz au votat doar 1.186 alegători (47.75%) .
La data de 12 iulie 2008, Demian Caraseni a fost ales în funcția de președinte al Adunării Populare din UTA Gagauz-Yeri, fiind ales cu majoritate de voturi (17 deputați din 25 prezenți au votat pentru el ), dar aceasta decizie a fost ulterior revăzută, deoarece mai multe buletine de vot au fost declarate nevalabile.
După patru alegeri ratate pentru postul de președinte al legislativului găgăuz , ca urmare a regrupării deputaților, la data de 31 iulie 2008, toți cei 30 deputați din Adunarea Populară care au fost prezenți la ședință au ales-o pe deputata Ana Harlamenco în funcția de președinte al Adunării Populare a Găgăuziei, una din cele doua funcții de vicepreședinte revenind liderului comuniștilor din autonomie, Demian Caraseni, iar cea de-a doua deputatei Elena Covalenco, din partea mișcării "Ravnopravie" .

## Distincții
Demian Caraseni a fost distins cu:
- Medalia „Sf. Paisie Velicikovski” (2005) - pentru merite la revitalizarea credinței ortodoxe; acordat de către PS Anatolie Botnari, episcop de Cahul și Comrat
- Medalia „Meritul Civic” (2006)